# Adolf van Nassau-Wiesbaden-Idstein (1423-1475)
Adolf van Nassau-Wiesbaden-Idstein (ca. 1423 – Eltville, 6 september 1475), Duits: Adolf II. von Nassau-Wiesbaden-Idstein, Erzbischof und Kurfürst von Mainz, was een geestelijke uit het Huis Nassau-Wiesbaden-Idstein, een zijtak van de Walramse Linie van het Huis Nassau. Hij was vanaf 1461 als Adolf II aartsbisschop en keurvorst van Mainz.

## Biografie

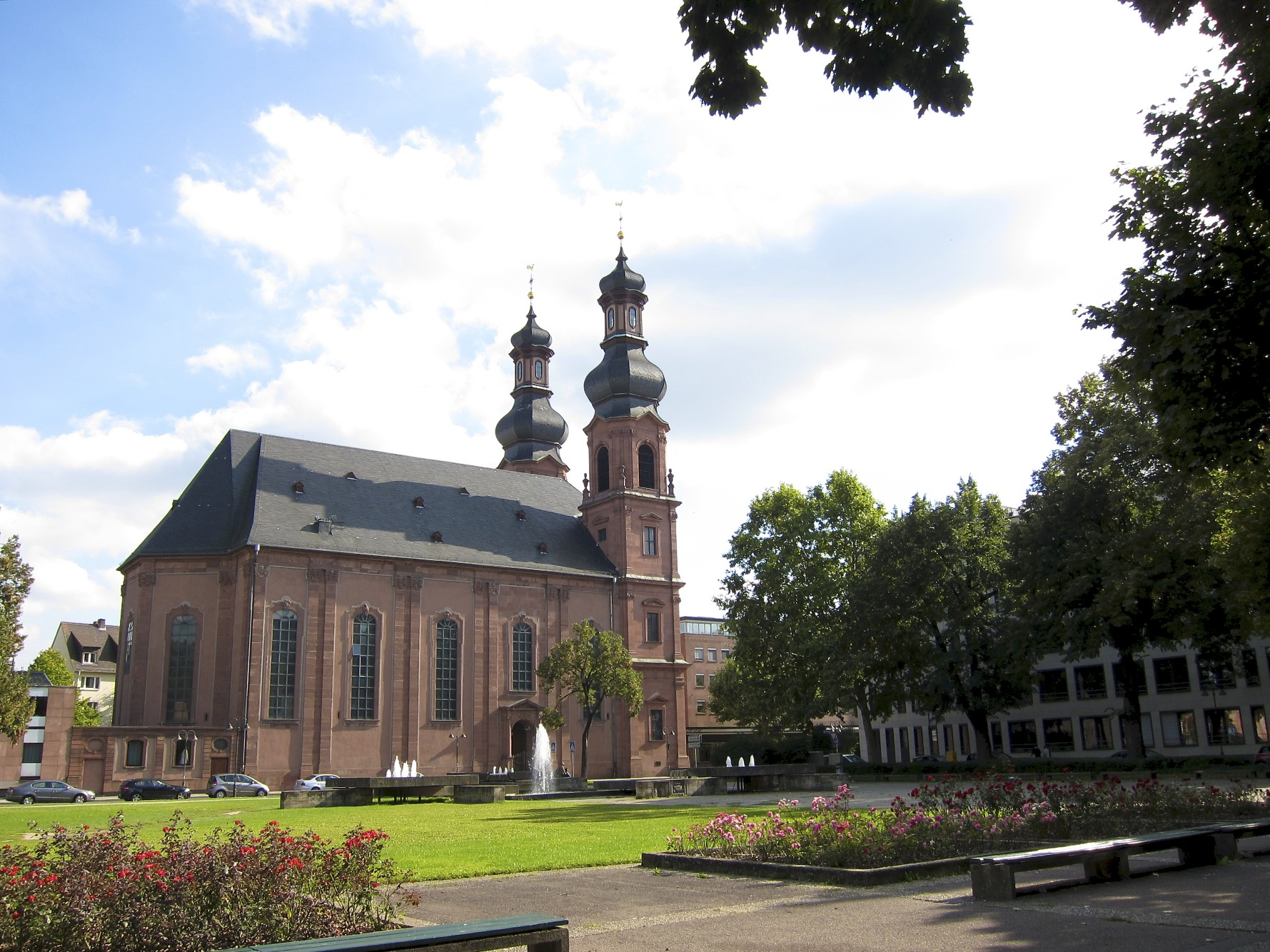
De Sint-Petruskerk te Mainz

Adolf was de tweede zoon van graaf Adolf II van Nassau-Wiesbaden-Idstein en Margaretha van Baden, dochter van markgraaf Bernhard I van Baden en Anna van Oettingen.
Adolf studeerde rechten in Heidelberg en Keulen, en was domheer te Mainz sinds 1438, domheer te Trier sinds 1439, domheer te Keulen sinds 1444, domheer te Speyer 1447–1451, proost van de Sint-Petruskerk te Mainz 1451–1459, en proost van de Sint-Marie te Erfurt 1456–1461. Als proost van de Sint-Petruskerk werd hij op 7 juli 1451 benoemd tot provisor van de rechtbank van Mainz in Erfurt, hoogste Amtmann in het Eichsfeld, en in januari 1453 tot voorzitter van de algemene rechtbank van Erfurt.

### Aartsbisschop-keurvorst van Mainz

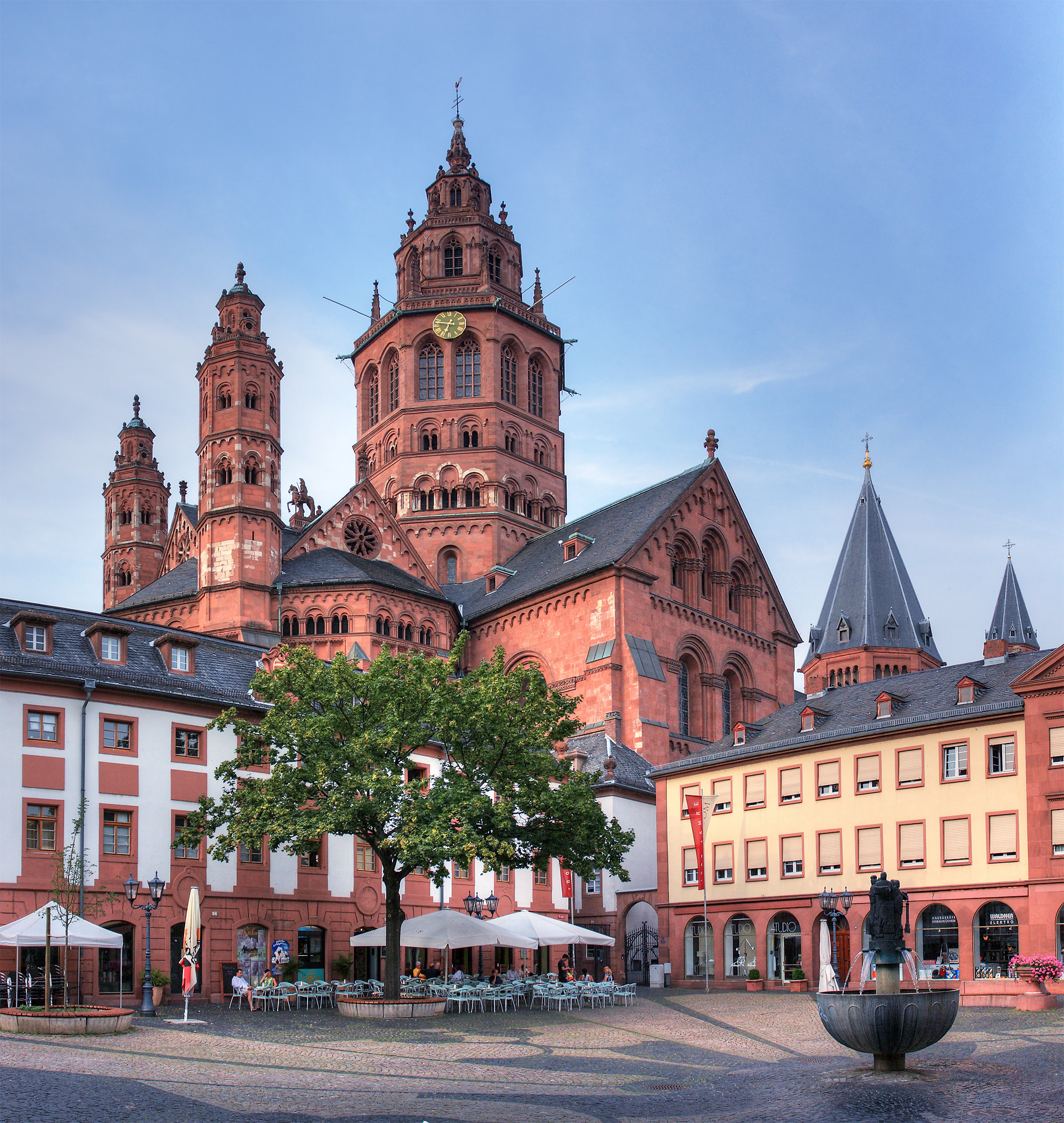
De Dom van Mainz

Bij de verkiezing tot aartsbisschop van Mainz in 1459 door het kapittel van de Dom van Mainz verloor Adolf aanvankelijk nipt van zijn tegenkandidaat Diether van Isenburg. Diether werd echter op 21 augustus 1461 door paus Pius II afgezet vanwege zijn oppositionele houding tegen kerk en keizer. De paus benoemde Adolf tegen de wil van het domkapittel op 26 september 1461 tot nieuwe aartsbisschop, nadat keizer Frederik III reeds eerder zijn goedkeuring had gegeven.
Diether besloot zich in het aartsbisdom staande te houden en verbond zich met paltsgraaf Frederik I en graaf Filips van Katzenelnbogen. Adolf sloot een alliantie met hertog Lodewijk I van Palts-Zweibrücken, markgraaf Karel I van Baden en graaf Ulrich V van Württemberg. De stad Mainz koos voor Diether, nadat ze lang met beide partijen had onderhandeld. Het aartsbisdom was deels in handen van Adolf en deels in handen van Diether, waardoor Adolf met geweld zijn wil moest doordrijven.
De verwoestende, bloedige en geldverslindende Mainzer Stichtoorlog duurde een jaar en bereikte zijn hoogtepunt op 28 oktober 1462, toen de troepen van Adolf de stad Mainz binnenvielen, waarbij ongeveer 500 mensen het leven lieten en nog eens 400 uit de stad verdreven werden. Daarmee was de oorlog echter nog niet beëindigd. De inspanningen van de paus en de keizer bleven lang zonder succes totdat er op 12 oktober 1463 bij de Vrede van Zeilsheim een overeenkomst tot stand kwam. Diether deed afstand van het aartsbisdom en werd met een hoofdzakelijk uit de steden Höchst, Steinheim en Dieburg bestaand eigen vorstendom en een aanzienlijke som geld schadeloos gesteld. Adolf annuleerde de in 1244 door Siegfried III van Eppstein aan de burgers van Mainz verleende Grote Vrijheidskeur, samen met alle sindsdien uitgereikte privileges, en beëindigde daarmee het bestaan van de vrije stad Mainz.
Daarna trachtte hij, in tijden van rust, de wonden te helen die het aartsbisdom waren toegebracht, en de discipline onder de geestelijken te bevorderen. De door Diether aan Hessen verpandde bezittingen van Mainz in het noorden van Hessen, aan de Wezer en Diemel, Eder en de bovenloop van de Lahn, bleven Hessisch, de aan de Keurpalts verpande bezittingen aan de Bergstraße en in het Odenwald kon het aartsbisdom pas in 1648 terugwinnen. Adolf ontving in 1465 van paus Paulus II het pallium en de toestemming voor de bisschopswijding, die op 26 januari 1466 plaatsvond.
Adolf benoemde in 1465 Johannes Gutenberg tot hofbeambte. In 1469 nam hij de eerste voorbereidingen voor de stichting van de universiteit van Mainz. Hij verordende in 1470 de verdrijving van alle Joden uit het aartsbisdom Mainz.
Adolf was een trouwe aanhanger van de pauselijke en keizerlijke politiek. In 1470 nam hij de leiding van de kanselarij van keizer Frederik III op zich en bracht het grootste deel van zijn tijd door aan het keizerlijk hof.
Tijdens de Bourgondische Oorlogen werd Adolf, samen met Albrecht Achilles van Brandenburg, door de keizer belast met de vorming van een rijksleger en trok samen met de keizer en andere rijksvorsten op tot ontzet van het Beleg van Neuss.

### Overlijden, begrafenis en opvolging
Adolf stierf op 6 september 1475 in Eltville, waar hij zijn residentie gevestigd had, nadat hij de verdreven Diether van Isenburg als zijn opvolger had aanbevolen. Adolf werd begraven in het koor voor het hoogaltaar van de basiliek van Klooster Eberbach in de Rheingau.

## Portretten

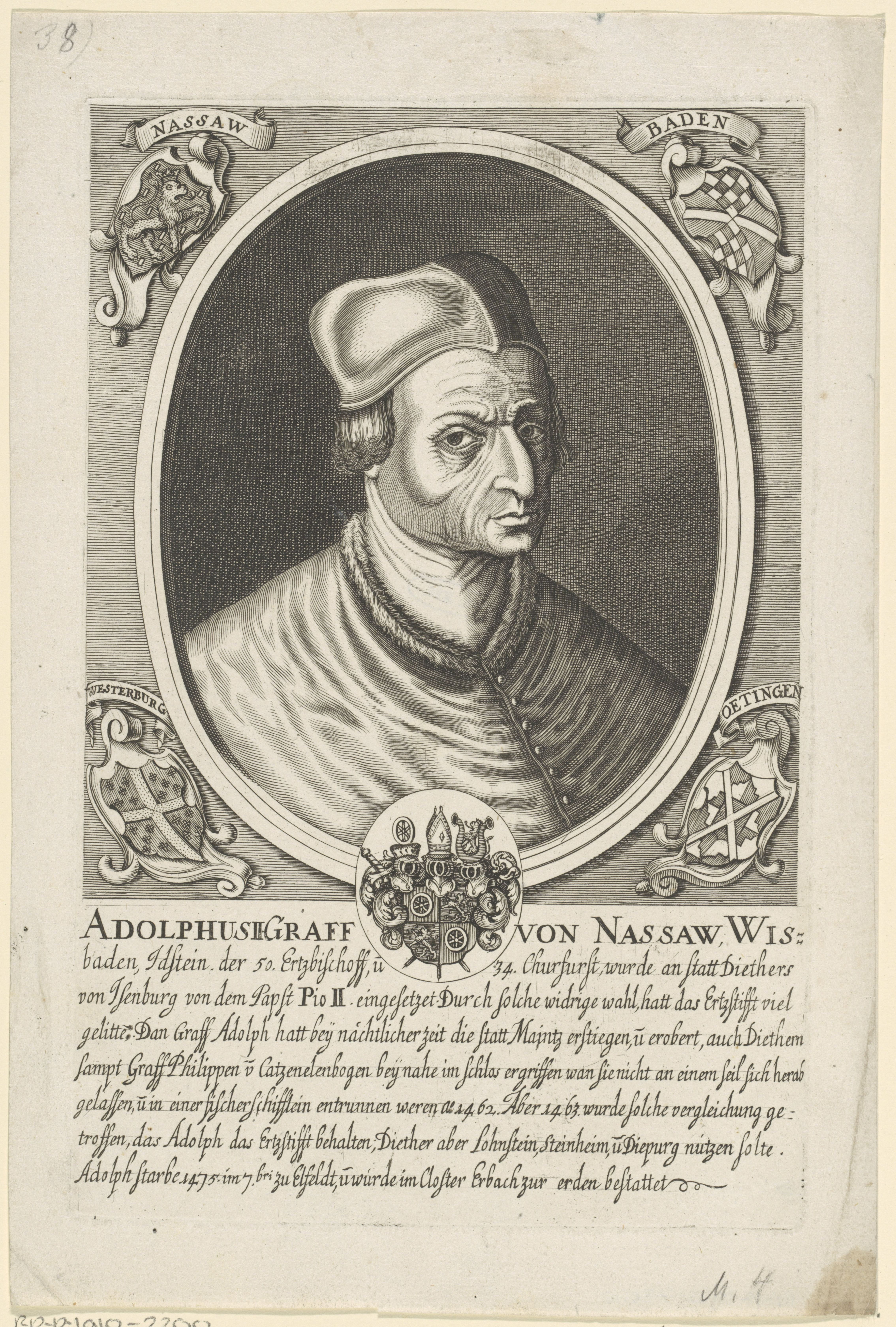
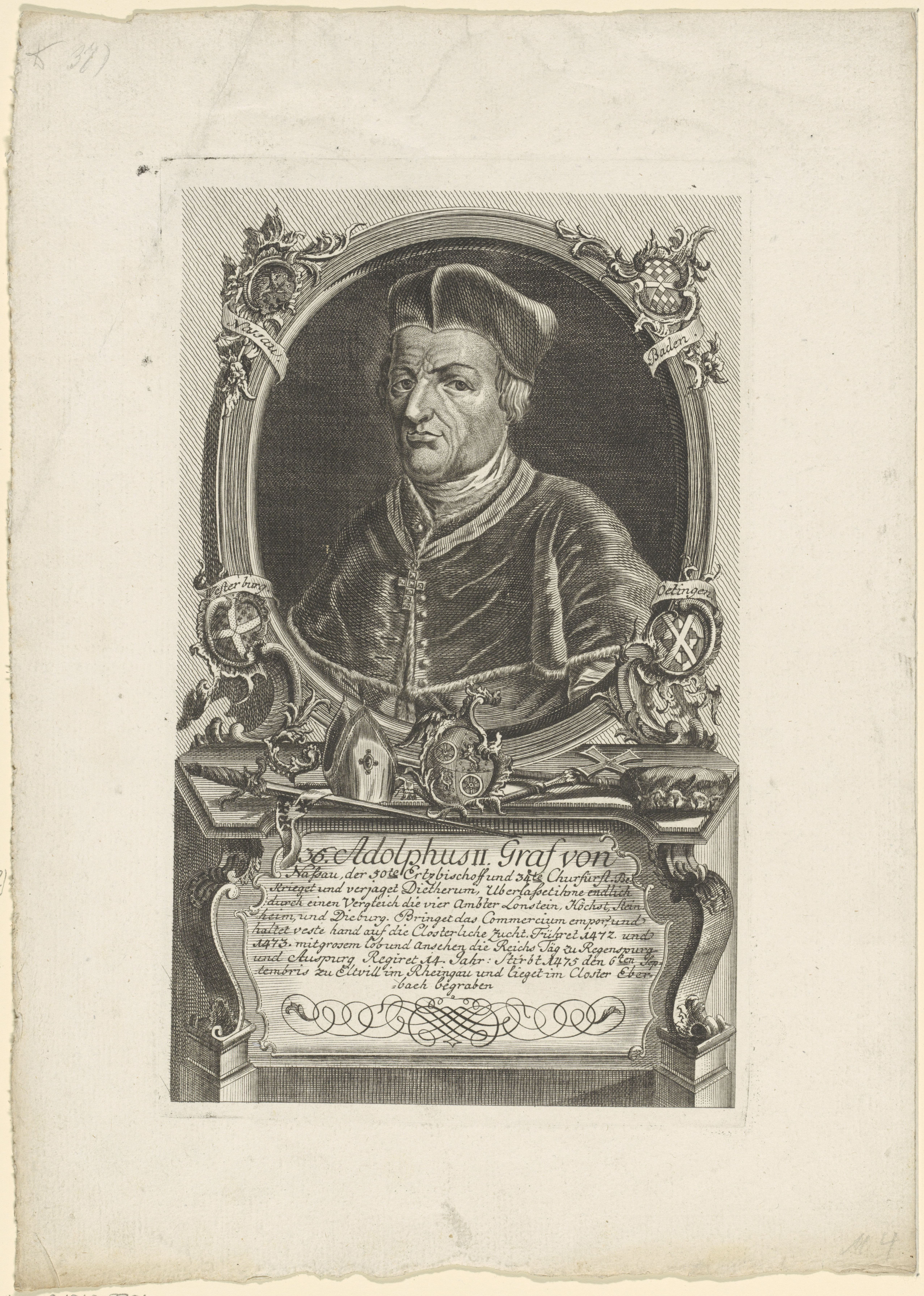

Met uitzondering van het grafmonument zijn er geen contemporaine portretten van Adolf bewaard gebleven. Wel zijn er twee prenten met een portret uit de 17e eeuw bekend. Deze prenten, gemaakt door onbekende kunstenaars, worden bewaard in het Rijksmuseum.

## Grafmonument

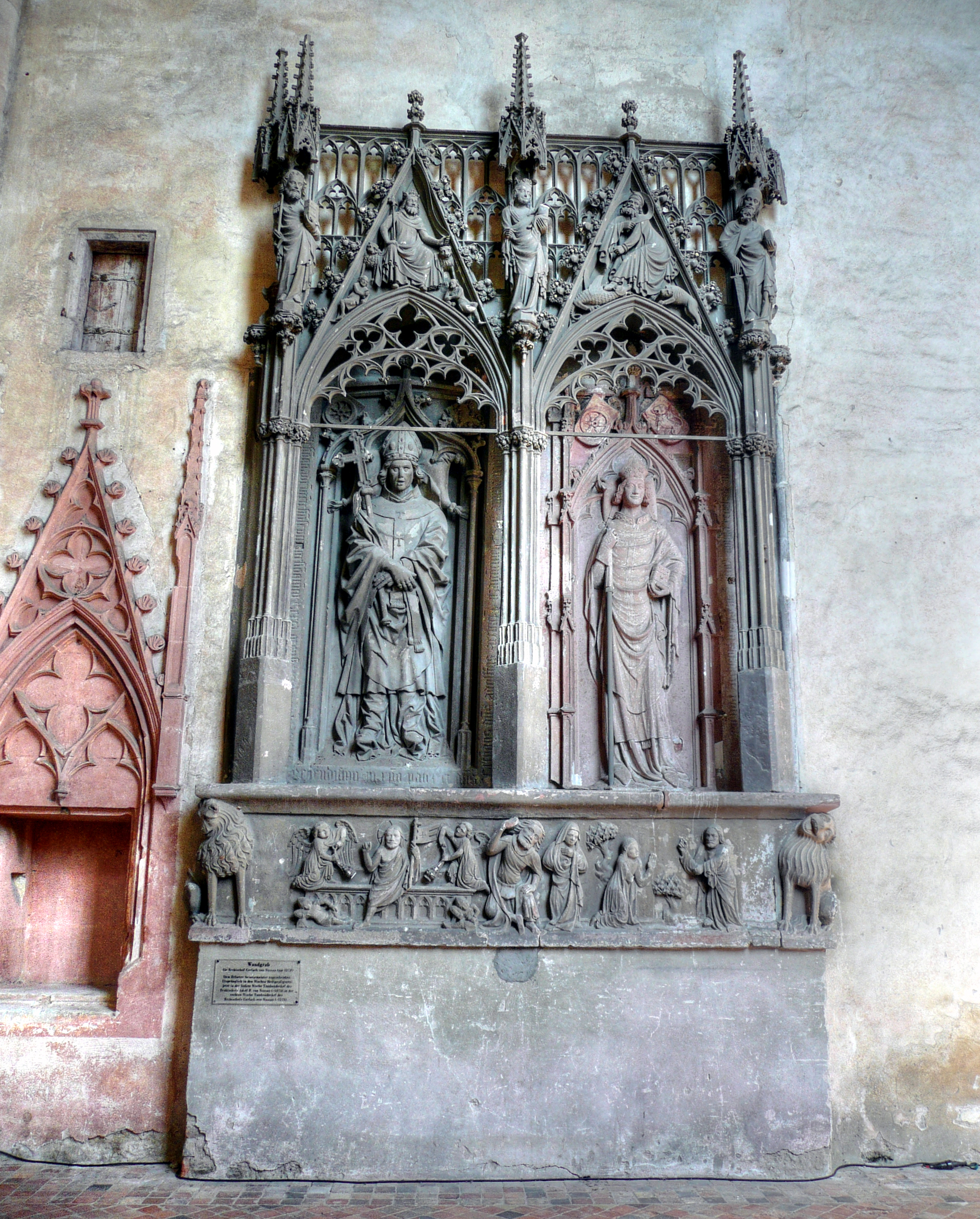
Het grafmonument voor Adolf II van Nassau (links) en Gerlach van Nassau (rechts)

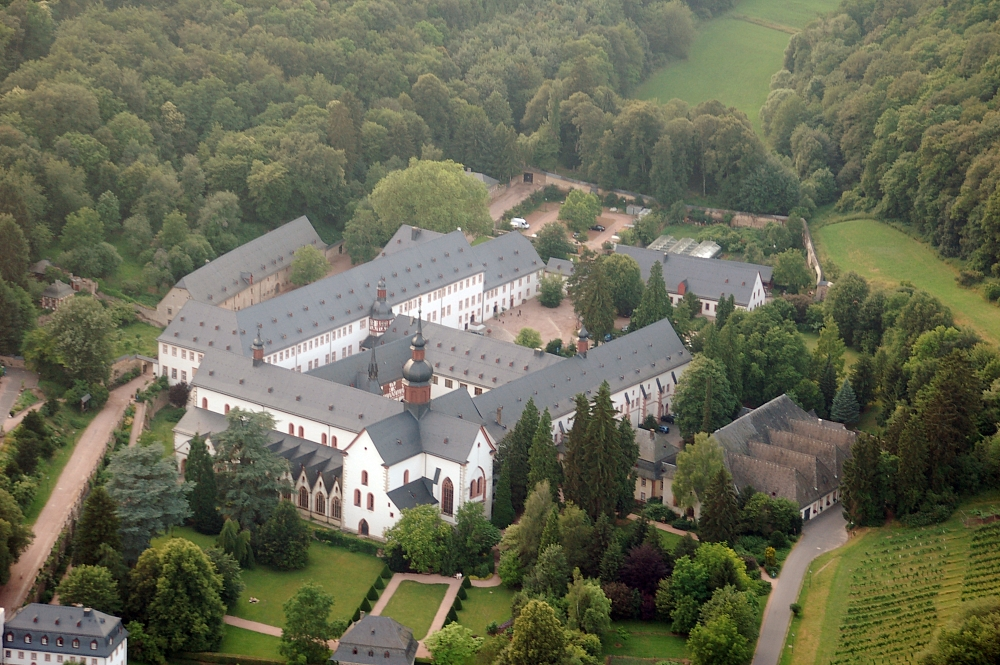
Klooster Eberbach

De rode zandsteenplaat werd in 1614 beschreven als een verhoogd monument (monumentum elevatum). In 1632 werd een onder vloerniveau liggende, onder een houten dek verborgen crypte genoemd. Bij de opening van het graf en de verbouwing van het grafmonument voor aartsbisschop Gerlach van Nassau werd de grafsteen van Adolf in 1707 opgetild en samen met de andere plaat rechtop gezet onder de gereduceerde architectuur van het muurnisgraf op de noordzijde van het koor.
De sinds 1935/36 grijs overgeschilderde stenen plaat toont de volledige figuur van de overledene in halfreliëf met bisschoppelijke regalia, mijter en vernieuwd kruisstaf onder een kielboog. In de bovenste hoeken van de plaat twee schilden met wapenschilden; op de rand rondlopend een linksboven beginnende en van buitenaf leesbare grafinscriptie met kleine beschadigingen, met enkele toevoegingen van gips. De inscriptie luidt: “Anno d(omi)ni millesi(m)o quadri(n)ge(n)tesi(m)o septu[a]gesi(m)o qui(n)to Sexta mensis Septembris obiit / Reue(re)ndissim(us) in chr(ist)o pater et d(omi)n(u)s · / Secu(n)dus d(omi)n(u)s Adolffus Archiep(iscopu)[s] Magu(n)tinen[sis cuius] anima re(q)u(i)escat in pace ame(n)”.

De voor lange tijd kunsthistorisch nauwelijks onderzochte grafsteen is door zijn vormgeving van belang binnen de middelrijnse grafsteensculptuur. De steen toont als een van de weinige de realistische weergave van een opgebaarde dode. Met de figuur lukte het de onbekende, door het werk van Nikolaus Gerhaert van Leyden beïnvloede, kunstenaar een liggend lichaam duidelijk af te beelden. Het type grafplaat was echter voor de bisschopsgraven in Mainz sinds het laatste deel van de 14e eeuw niet meer gebruikelijk; de aartsbisschoppen kregen sinds Koenraad II van Weinsberg († 1396) – met uitzondering van Koenraad III van Dhaun († 1434) – wandmonumenten. De reden voor het teruggrijpen naar de oudere grafmonumentvorm werd in de persoonlijke ontwerpwens van de aartsbisschop vermoed, met welke voorbeelden die goed bekend moet zijn geweest. Het maken van de stenen plaat en de grafinscriptie tijdens het leven van de hoogwaardigheidsbekleder veronderstelt echter het vrijlaten en het later toevoegen van de overlijdensdatum op de grafplaat. Daarvoor is geen bewijs, bijvoorbeeld in een onregelmatige dispositie, vooral omdat de lengte van de ingeschreven datum zo'n postume toevoeging onwaarschijnlijk maakt. Het maken tijdens het leven kan dus in het beste geval alleen voor het grafbeeld gelden. De vorm van de letters, vooral de M met de rechts gebogen verticale lijn, wijst de inscriptie duidelijk aan de jaren zeventig toe. Overigens kan een persoonlijke beslissing van de aartsbisschop voor een liggende plaat niet worden aangenomen omdat Eberbach geen rechtopstaand grafmonument in het koor toestond.

## Voorouders
| Voorouders van Adolf van Nassau-Wiesbaden-Idstein | Voorouders van Adolf van Nassau-Wiesbaden-Idstein                                             | Voorouders van Adolf van Nassau-Wiesbaden-Idstein                                             | Voorouders van Adolf van Nassau-Wiesbaden-Idstein                                           | Voorouders van Adolf van Nassau-Wiesbaden-Idstein                                           | Voorouders van Adolf van Nassau-Wiesbaden-Idstein                                         | Voorouders van Adolf van Nassau-Wiesbaden-Idstein                                         | Voorouders van Adolf van Nassau-Wiesbaden-Idstein                                         | Voorouders van Adolf van Nassau-Wiesbaden-Idstein                                         |
| ------------------------------------------------- | --------------------------------------------------------------------------------------------- | --------------------------------------------------------------------------------------------- | ------------------------------------------------------------------------------------------- | ------------------------------------------------------------------------------------------- | ----------------------------------------------------------------------------------------- | ----------------------------------------------------------------------------------------- | ----------------------------------------------------------------------------------------- | ----------------------------------------------------------------------------------------- |
| Betovergrootouders                                | Gerlach I van Nassau (vóór 1288–1361) ⚭ 1307 Agnes van Hessen (?–1332)                        | Frederik IV van Neurenberg (ca. 1287–1332) ⚭ 1307 Margaretha van Görz en Tirol (?–1348)       | Reinhard II van Westerburg (?–1353) ⚭ 1331 Bertha van Falkenstein (?–1342)                  | Johan II van Sayn (?–na 1360) ⚭ 1330 Elisabeth van Gulik (?–na 1364)                        | Frederik III van Baden (ca. 1327–1353) ⚭ Margaretha van Baden (?–na 1366)                 | Johan III van Sponheim-Starkenburg (?–1398) ⚭ 1330/31 Mechtild van de Palts (1312–1375)   | Lodewijk X van Oettingen (?–1370) ⚭ vóór 1351 Imagina van Schaunberg (?–1377/78)          | ? (?–?) ⚭ ? (?–?)                                                                         |
| Overgrootouders                                   | Adolf I van Nassau-Wiesbaden-Idstein (1307–1370) ⚭ 1332 Margaretha van Neurenberg (?–na 1382) | Adolf I van Nassau-Wiesbaden-Idstein (1307–1370) ⚭ 1332 Margaretha van Neurenberg (?–na 1382) | Johan I van Westerburg (?–1370) ⚭ vóór 1355 Kunigunde van Sayn (?–na 1383)                  | Johan I van Westerburg (?–1370) ⚭ vóór 1355 Kunigunde van Sayn (?–na 1383)                  | Rudolf VI van Baden (?–1372) ⚭ Mechtild van Sponheim (?–1407/10)                          | Rudolf VI van Baden (?–1372) ⚭ Mechtild van Sponheim (?–1407/10)                          | Lodewijk XI van Oettingen (?–1440) ⚭ Beatrix van Helfenstein (?–1385)                     | Lodewijk XI van Oettingen (?–1440) ⚭ Beatrix van Helfenstein (?–1385)                     |
| Grootouders                                       | Walram IV van Nassau-Wiesbaden-Idstein (1348/54–1393) ⚭ 1374 Bertha van Westerburg (?–1418)   | Walram IV van Nassau-Wiesbaden-Idstein (1348/54–1393) ⚭ 1374 Bertha van Westerburg (?–1418)   | Walram IV van Nassau-Wiesbaden-Idstein (1348/54–1393) ⚭ 1374 Bertha van Westerburg (?–1418) | Walram IV van Nassau-Wiesbaden-Idstein (1348/54–1393) ⚭ 1374 Bertha van Westerburg (?–1418) | Bernhard I van Baden (1364–1431) ⚭ 1398 Anna van Oettingen (ca. 1380–1442)                | Bernhard I van Baden (1364–1431) ⚭ 1398 Anna van Oettingen (ca. 1380–1442)                | Bernhard I van Baden (1364–1431) ⚭ 1398 Anna van Oettingen (ca. 1380–1442)                | Bernhard I van Baden (1364–1431) ⚭ 1398 Anna van Oettingen (ca. 1380–1442)                |
| Ouders                                            | Adolf II van Nassau-Wiesbaden-Idstein (1386–1426) ⚭ 1418 Margaretha van Baden (1404–1442)     | Adolf II van Nassau-Wiesbaden-Idstein (1386–1426) ⚭ 1418 Margaretha van Baden (1404–1442)     | Adolf II van Nassau-Wiesbaden-Idstein (1386–1426) ⚭ 1418 Margaretha van Baden (1404–1442)   | Adolf II van Nassau-Wiesbaden-Idstein (1386–1426) ⚭ 1418 Margaretha van Baden (1404–1442)   | Adolf II van Nassau-Wiesbaden-Idstein (1386–1426) ⚭ 1418 Margaretha van Baden (1404–1442) | Adolf II van Nassau-Wiesbaden-Idstein (1386–1426) ⚭ 1418 Margaretha van Baden (1404–1442) | Adolf II van Nassau-Wiesbaden-Idstein (1386–1426) ⚭ 1418 Margaretha van Baden (1404–1442) | Adolf II van Nassau-Wiesbaden-Idstein (1386–1426) ⚭ 1418 Margaretha van Baden (1404–1442) |